# Pierre Grognet
Pierre Grognet ou Pierre Grosnet   est un ecclésiastique et un poète français, né à Toucy vers 1460 et mort aux environs de 1540.

## Biographie
Dans sa requête au prévôt de Paris, pour l'impression  de ses  Mots dorés de Caton, il se qualifie de « maitre es arts, licencié en chacun droit et prêtre et humble chapelain ». Souvent rapproché de Roger Collerye qui réside également à Auxerre, Pierre Grognet est un écrivain prolifique.
Il est connu pour avoir composé deux recueils :
- Les Mots dorés de Caton en français et en latin son premier ouvrage écrit en 1530 qui est une traduction des distiques attribués à Caton
- Les autorités, sentences et singuliers enseignements du grand Sénèque écrit en 1533.

Il est aussi l'auteur de
- De la Louange et Excellence des bons facteurs, qui bien ont composé en rime, tant de-çà que de-là les monts
- Louange des femmes
- Manuel des vertus morales
- Bonne doctrine pour les filles
- Louange et description de plusieurs bonnes villes et cités du noble royaume de France
- Manuel des vertus intellectuelles et morales
- Rondeau contre les taverniers qui broullent le vin
- Recollection des merveilleuses choses et nouvelles advenues au noble royaume de France en notstre temps depuis l'an de grâce 1480.
- En 1536 il publie un ouvrage édifiant, Haud inutile libidinis sive luxuriæ dehortamentum (Pour combattre le désir ou luxure).

Dans son ouvrage Recollection Pierre Grognet conte des histoires de la vie courante, tels que les périodes de gel, des mises à mort comme celles de Jean Langlois ou d'Edmond de La Fosse pour avoir profané des hosties.

## Jean Langlois (prêtre)
Pour les articles homonymes, voir Jean Langlois et Langlois.
Le vendredi 7 juin 1493, un prêtre natif d'Ivry-sur-Seine nommé Jean Langlois, étant entré dans l'église Notre-Dame pendant la messe, arracha la Sainte Hostie des mains d'un prêtre qui disait la messe dans la nef et la piétina.
Prêtre, considéré comme hérétique, Jean Langlois est condamné et brûlé vif, place aux Pourceaux.
Voici la poésie de Pierre Grognet contant ce fait :

« Mil quatre cens quatre-vingtz-treize,
Vendredy septiesme de juing,
Mené fut devant le commun,
 Et bruslé vif à la voirie,
Jehan Langloys, prebstre qui varie,
En la foy, lui natif d'Ivry,
Etant réputé sans apuy,
De bon lignage, fils de prebstre, 
Et hérétique contre l'estre,
De la Saincte foy véritable,
De Jésus-Christ et proufitable ;
Car il avoit par hérésie,
Osté la très sacré hostie
Des mains du prebstre célébrant, 
Comme chacun est remembrant,
En l'église de Notre Dame, 
Dont il est réputé infâme. »